# Gravissimo officii munere
Gravissimo officii munere est une encyclique promulguée par le pape Pie X le 10 août 1906 sur les associations cultuelles dont la création est prévue par la loi de séparation des Églises et de l'État de 1905, « pour subvenir aux frais, à l'entretien et à l'exercice public d'un culte ».
Elle fait suite à l'encyclique Vehementer nos du 11 février 1906 dans laquelle le pape condamnait le fond et la forme de la loi de séparation des Églises et de l'État. 
Le pape renouvelle son opposition à la création des associations cultuelles pour l'exercice public du culte catholique, prévues par la loi.
En l'absence de ces associations, les édifices nécessaires à l'exercice du culte qui devaient être mis à leur disposition, à charge pour elles de les réparer et de les entretenir, restèrent gérés par l'État et les communes. 
Le chanoine Louis Duchesne la baptisa malicieusement Digitus in oculo (« doigt dans l'œil »), reflétant en cela l'acceptation de la laïcité par une partie du clergé et du laïcat français.
Elle sera suivie de l'encyclique "Une fois encore" du 6 janvier 1907, écrite en réaction à la loi du 2 janvier 1907 sur l'expulsion des évêques, des curés et des séminaristes des palais épiscopaux, des presbytères et des séminaires.
Ce ne fut qu'en 1923 que la situation fut débloquée par la création négociée des associations diocésaines.